# Мори Огај
Мори Огај (јап. 森 鷗外 или 森 鴎外; 17. фебруар 1862 — 8. јул 1922) био је јапански физијатар, преводилац, романописац и песник. Његовим најважнијим делом сматра се класични роман Ган(雁 - Дивље гуске)

## Биографија
Рођен је као Мори Ринтаро (Цувано, префектура Шимане), у породици која се генерацијама бавила физиотерапијом и лечењем даимјоа у области Цувано. Као најстарији син у породици, сматрало се да ће и он наставити породићну традицију. Похађао је предавања из конфучијанске књижевности и ишао је на приватне часове рангакуа (蘭学 - проучавања западњачке културе) и холандског језика.
Током 1872. године, након Меиџи рестаурације и преласка са Хан система на систем поделе територија на префектуре (廃藩置県 - Хајхан чикен), породица Мори се сели у Токио. Мори остаје у резиденцији Ниши Амане-а, како би стекао знање немачког језика (једног од тадашњих, обавезних језика током изучавања медицине). Већ 1874. године бива примњен у државну школу медицине (претеча данашњег Токијског царског универзитета) са кога дипломира 1881. са свега деветнаест година, као најмлађа особа у Јапану која је добила дозволу практиковања медицине. Управо током овог период се Мори заинтересовао за књижевност и почео да чита класике из касног Едо периода и похађа часове кинеске књижевности.
Након дипломирања, Мори прелази у Јапанску царску војску радећи као медицински службеник, са аспирацијом да постане специјалиста војне медицине и хигијене. Морија војска даље шаље у Немачку у периоду од 1884. до 1888. године. Током тог времена, Мори такође развија интересовање за европску књижевност. Неки сматрају да је управо Мори Огај био први Јапанац који се возио Оријент експресом.
Након повратка у Јапан, добија висок чин војног лекара и више се окреће научном истраживању медицине. Чак пише и самофинансира објављивање једног медицинског часописа. Упоредо са овим радом, Мори се такође ангажује и на пољу модерне јапанске књижевности, објављујући и свој књижевни журнал и књигу поезије Омокаге, 1889. године. Моријев књижевни стил се базирао на антиреализму, осврћући се на исказивање емоце и спиритуалност. Тако настаје једно од његових најпознатијих дела Мајхиме (Плесачица - 舞姫) из 1890. године, које се бави односом једног Јапанца и Немице.
Током 1899. године, Мори се жени са Акамацу Тошико, ћерком адмирала Акамацу Норијоши-ја, иначе блиског пријатеља Ниши Амане. Међутим само годину дана касније, он се разводи из жалосних околности што ће уништити заувек пријатељство са Ниши-јем.
Почетком Кинеско-јапанског рата (1894–1895), Морија шаљу у Манџурију и затим годину дана касније у Тајван. Већ 1899. године постављају га за главног надлежника војне медицине, са седиштем у граду Кокура, на Кјушу, а 1902. године добија премештење у Токио.
Током 1907. године војска га унапређује у хирурга-генерала, као највиши чин јапанских војних медицинских јединица. На крају своје каријере 1916. године, бива одређен за директора Царског музеја.
Иако се Морија умерено бавио писањем, преводио је многа дела попут Гетеа, Шилера, Ибзена, Андерсена и Хауптмана.
Током Руско-јапанског рата (1904–05), Мори ће почети да пише свој поетски дневник. Након рата, одржаваће поетске вечери писања танка песама, на којима су неретко присуствовале и познате личности попут Јосано Акико.
Његова каснија дела се могу поделити у три периода. Од 1909. до 1912. пише углавном фикцију која се заснивала на личном искуству. У овај период спада Vita Sexualis и његово најпопуларније дело Ган(雁 - Дивље гуске) чија је радња смештена у Токију 1881. године; дело које је и екранизовао Широ Тојода 1953. филмом Љубавница.
Од 1912. па до 1916. године, пише углавном историјске приче. Дубоко погођен ритуалним самоубиством (сепуку) генерала Ноги Маресуке-а 1912. године, бави се испитивањем импулса самоуништења, жртвовања и патриотског сентимента. У овај период такође спада Саншо дају (山椒大夫) и Такасебуне (高瀬舟). Од 1916. године се бави биографијама доктора касног Едо периода.

## Изабрана дела
- Мајхиме (舞姫) Плесачица (1890)
- Утаката но ки (うたかたの記) Пена таласа (1890)
- Фумицукахи (文づかひ) Курир (1891)
- Вита секусуарису (ヰタ・セクスアリス) Vita Sexualis (1909)
- Сејнен (青年) Младић (1910)
- Ган (雁) Дивље гуске (1911–13)
- Окицу Јагоемон но ишо (興津弥五右衛門の遺書) Последњи тестамент Окицу Јагоемон(1912)
- Саншо дају (山椒大夫) Стјуард Саншо (1915)
- Такасебуне (高瀬舟文) Брод на реци Такасе (1916)
- Шибуе Чусај (渋江抽斎) Шибуе Чусај (1916)